# Сенин, Александр Степанович
Александр Степанович Сенин (1891 года, хутор Евлантьев Боковской станицы Донецкого округа Области Войско Донского — 28 декабря 1930 года, расстрелян) — казак, русский офицер, прототип персонажа романа «Тихий Дон» М. Шолохова (выведен под настоящей фамилией) и образа есаула Половцева романа «Поднятая целина» М. Шолохова.

## Биография
Рано лишившись родителей, Александр Сенин остался на попечении родного брата. В 1914 году в чине хорунжего отправился на русско-германский фронт. Александр Степанович служил в 44-м Донском казачьем полку взводным офицером, где одновременно занимал должность командира сотни. Чуть позднее был назначен полковым адъютантом, а затем старшим офицером сотни. Высочайшим приказом от 3 мая 1916 года Сенин был награждён орденом Святого Станислава 3-й степени с мечами и бантом. Высочайшим приказом от 13 декабря 1916 года был произведён из сотников в подъесаулы со старшинством с 19 июля 1916 года.
В марте — апреле 1917 года полк был переброшен на Дон. Сенин был назначен на должность старшего адъютанта при штабе дивизии.
После образования в 1918 году Донского правительства был мобилизован в Донскую армию. Будучи командиром сотни, Александр Сенин принимал участие в пленении и расстреле экспедиции Ф. Г. Подтёлкова, был секретарём военно-полевого суда, который судил Ф. Г. Подтёлкова и М. В. Кривошлыкова.
В августе 1918 года был произведён в чин есаула. 20 октября 1918 года в бою с красными был убит командир полка, и Сенин временно принял командование полком. Вскоре, в связи с наступлением Красной армии, полк Александра Сенина был расформирован. Александр Степанович попал в штаб 7-й пластунской бригады, дислоцированной в станице Чернышевской, служил в должности старшего адъютанта по строевой части, одновременно исполнял должность начальника штаба бригады.
В 1919 году Сенин был ранен, лежал в госпитале. Во время отступления Донской армии оказался в Новороссийске и был взят в плен. Поступил на службу к красным, из-за боязни расстрела сменил фамилию.
В Красной армии служил рядовым в 16-й кавалерийской дивизии: сначала в самокатной роте, а потом в команде при ревтрибунале, занимал также должности переписчика и делопроизводителя. В 1921 году был арестован за то, что скрывал фамилию, был судим Военным трибуналом СКВО и приговорён к высшей мере наказания, но потом кассирован. Верховный суд отменил приговор, заменив расстрел пятью годами заключения. А. С. Сенин просидел в тюрьме четыре года и вернулся домой в хутор Евлантьевский. Здесь он занимался сельскохозяйственным трудом, давал уроки математики в Боковской семилетней школе.
В начале июля 1930 года А. С. Сенин был арестован Донецким окружным отделом ОГПУ по обвинению в создании контрреволюционной повстанческой организации. Её центром и основной базой являлся хутор Евлантьевский Боковского сельского совета Вёшенского района, а организатором и руководителем — Сенин А. С. Члены организации обвинялись в подготовке восстания с целью свержения советской власти. На допросе Сенин Александр Степанович показал:
Я не согласен с принудительной коллективизацией крестьянских хозяйств, особенно с перепрыгиванием от артели непосредственно к коммуне, как это имело место в целом ряде случаев при проведении сплошной коллективизации. Я являюсь сторонником развития индивидуального хозяйства, предоставления полной инициативы в хозяйственной деятельности и свободы хлеборобу… В связи с этими политическими разногласиями, в конце января месяца, я приступил к созданию контрреволюционной  организации, ставшей своей целью – вооружённую борьбу с Советской властью.
Всего по делу в качестве обвиняемых проходило 98 человек. Восемь человек, в том числе и Сенин А. С., 28 декабря 1930 года были расстреляны.
После выхода Указа ВС СССР от 16 ноября 1989 года «О дополнительных мерах по восстановлению справедливости в отношении жертв репрессий, имевших место в период 30—40-х и начала 50-х годов» 24 ноября того же года дело Сенина А. С. пересмотрено Прокуратурой Ростовской области, а сам Сенин Александр Степанович реабилитирован посмертно.
В пятой части романа «Тихий Дон» М. Шолохова в сцене казни подтёлковской экспедиции упоминается командир сотни А. С. Сенин. Он одно из главных действующих лиц в решении судьбы отряда Подтёлкова и Кривошлыкова.
Работая над романом «Поднятая целина», М. А. Шолохов вновь обратился к биографии и личному делу Сенина Александра Степановича, использовав его как прообраз Половцева. На это обратили внимание литературоведы К. И. Прийма и В. В. Гура. Шолохов в беседе с К. И. Приймой дополнил то, что рассказывал в 1930 году Обухову, — оказывается, писатель не только посещал Сенина в тюрьме, но позже познакомился и с его делом:
Дело есаула С. я хорошо знал и изучил его 〈…〉. Конечно, с известной долей художественного обобщения и вымысла дал его в образе есаула Половцева.